# Fani Chalkia
Fani Chalkia (Grieks: Φανή Χαλκιά) (Larissa, 2 februari 1979) is een Griekse atlete, die is gespecialiseerd in de 400 m horden. Op dit onderdeel werd ze olympisch kampioene. Naast hordeloper is ze ook succesvol op de 400 m.

## Biografie

### Eerste succes
Haar eerste succes behaalde Chalkia in 1995 met het winnen van een bronzen medaille op de 400 m horden tijdens het Europees Jeugd Olympisch Festival in het Britse Bath. Ze finishte hier derde achter de Roemeense Medina Tudor (goud) en de Russische Yuliya Nosova (brons).

### Hoogtepunt
Het hoogtepunt van haar jonge atletiekcarrière behaalde ze in 2004 op de Olympische Spelen van Athene. Op 25 augustus 2004 won ze in het Olympisch Stadion Spyridon Louis een gouden medaille op de 400 m horden en versloeg hiermee de Roemeense Ionela Tirlea-Manolache (zilver) en de Oekraïense Tetjana Teresjtsjoek-Antipova (brons).
Nadat ze het hele seizoen 2005 door een blessure uitgeschakeld was, behoorde Fani Chalkia op de Europese kampioenschappen atletiek 2006 in Göteborg tot de favorieten. Desondanks werd ze door de Russin Jevgenia Isakova naar een tweede plek verdreven. Op de 400 m werd ze zesde op het WK indoor 2004 in Boedapest in 52,90 s en vijfde op de IAAF wereldbeker atletiek 2006 in Athene met een tijd van 50,94.

### Doping
Op 17 augustus 2008, de derde dag van de Olympische Spelen in Peking, werd Fani Chalkia, die stond ingeschreven voor de 400 m horden, door de Grieken plotseling teruggetrokken. Ze zou bij een controle in Japan, afgenomen door WADA, op het gebruik van methyltrienolone zijn betrapt. Chalkia deelde mee hier niets van te begrijpen. Op 31 oktober hoorde de olympisch kampioene van 2004 als vervolg hierop in Athene een celstraf van twee jaar tegen zich eisen. Haar coach, Georgios Panagiotopoulos, wacht mogelijk een driejarig verblijf in de gevangenis voor het distribueren van de verboden middelen.
Ze is aangesloten bij Pelasgos Larisas.

## Titels
- Olympisch kampioene 400 m horden - 2004
- Grieks kampioene 400 m horden - 1998, 2004

## Persoonlijke records
Outdoor
| Onderdeel    | Prestatie | Datum             | Plaats  |
| ------------ | --------- | ----------------- | ------- |
| 400 m        | 50,56 s   | 12 september 2004 | Berlijn |
| 400 m horden | 52,77 s   | 22 augustus 2004  | Athene  |

Indoor
| Onderdeel | Prestatie | Datum        | Plaats    |
| --------- | --------- | ------------ | --------- |
| 400 m     | 51,68 s   | 6 maart 2004 | Boedapest |

## Palmares

### 400 m
- 2004: 6e WK indoor - 52,90 s
- 2006:  Europacup B - 52,14 s
- 2006: 5e Wereldbeker - 50,94 s

### 400 m horden
- 1995:  Europees Jeugd Olympisch Festival - 62,37 s
- 1997:  Balkan Games - 59,17 s
- 2004:  Europacup A - 54,16 s
- 2004:  OS - 52,82 s
- 2004: 4e Wereldatletiekfinale - 55,10 s
- 2006:  Europacup B - 55,31 s
- 2006:  EK - 54,02 s

1984: Nawal El Moutawakel ·
1988: Debbie Flintoff-King ·
1992: Sally Gunnell ·
1996: Deon Hemmings ·
2000: Irina Privalova ·
2004: Fani Chalkia ·
2008: Melaine Walker ·
2012: Lashinda Demus ·
2016: Dalilah Muhammad ·
2020: Sydney McLaughlin ·
2024: Sydney McLaughlin-Levrone